# ファッティグラトン
ファッティグラトン（FATTY GLUTTON）は、タイトーのコンピューターゲーム『ダライアス』シリーズに登場する架空の宇宙戦艦。

## 特徴
ピラニア型の巨大戦艦で、呼び方は「太った大食らい」を意味し、ピラニアの肉にかぶりつく姿から、そういった名称になったと思われる。
サイズ的には、他のベルサー戦艦に比べてやや小さめだが、口から吐くピラニア型の破裂弾は強力で、この破裂弾の攻撃でシルバーホークを苦しめる。
カラーはGが緑、Hが赤、Iが青、Jが紫になっている。

## 能力
ダライアスⅠの4面であるG～Iゾーンのボスとして登場する。武器は先述の通り、弱点である口から一定間隔で自機に目がけて発射され、自機の攻撃が当たるか、自機のすぐ側に接近すると破裂し、自機狙いの4方向弾を放出するピラニア型破裂弾のみだが、スピードが早くて避けにくい上に、自機のすぐ側で破裂した時には回避は難しいので、非常に嫌な攻撃をしてくるボスとして知られている。
体の胸鰭、背鰭、腹ビレは破壊可能。しかし、弱点の口は小さいので攻撃を当てづらい上に、破裂弾の攻撃も同時に行われる。その為、敵は貫通するものの、弾速が遅い上に、攻撃範囲が狭くて弾切れを起こしやすいレーザーとの相性が非常に悪く、ショットをレーザーにした状態で遭遇した場合、戦闘時間の長期化で現れるヤズカ・タカーミィとの複合攻撃に見舞われやすくなるリスクも加わり、非常に苦戦することになる。ショットを弾切れが起きにくいミサイルを維持した状態で遭遇した場合は、炸裂弾を撃ち落しやすくなるため、比較的安全に戦う事ができるが、ショットを大型もしくは特大サイズのウェーブに成長させたい場合は、あえて相性の悪いレーザーでこのボスを撃破する必要が出てくる。
エキストラバージョンでは攻撃内容の変化はないものの、破壊可能パーツを破壊するとそのダメージが本体へ加算される仕様により、それ以前のバージョンでは相性が悪かったレーザーでも多少戦いやすくなっている。

## 登場作品
ダライアス各シリーズでの出演は、全ボスの中では多い方になる。

### スーパーダライアス、ダライアスプラス
アーケード版と同様の攻撃をしてくる。

### ダライアスII
3面、最終面の中ボスとなって登場。攻撃方法はⅠと同じく弱点の口からピラニア型破裂弾を発射。破裂弾はこちらの攻撃を当てるか、自機の近くまで接近して破裂すると破壊可能なピラニア型5方向弾と、7方向通常弾を同時に撃って攻撃してくる。Ⅰと同じく、口を開けないとダメージを与えられない。メガドライブ版や、PCエンジン版にも登場。
3面では耐久力があまり高くなく撃破も容易だが、最終面ではピラニア型破裂弾を破裂させると、レーザーを撃ち返すようになる為、口への攻撃がやりにくくなる上に耐久力も高く、グリーンコロナタスと並んで、最強の中ボスとなる。

### ダライアスツイン
最終面第一ボスであるスーパーアロイランタンの放つザコキャラで登場し、5方向弾を撃ってくる。破壊可能だが、倒さないと画面外に出るまで弾を撃ってくる。

### ダライアス外伝
5面のK、Oゾーンに登場する。特にKゾーンのピラニアは攻撃力が高く、中盤ボスの中でも最難関の一つとなる。
今までのピラニア型破裂弾に加え、腹部からの拡散レーザー（K）とロングレーザー（O）、額からのレーザーと弾（K）、直線追尾式ホーミングレーザー（O）にモノリス弾（K）、ホーミングミサイル（K）、拡散レーザー（O）で、激しい攻撃を加えてくる。
破壊箇所はⅠと同じ場所に加え、尾鰭も壊せる。カラーは上が紫で、下が緑。

## BGM
テーマ曲は「BOSS4」。粘着質と嫌らしさが混じり合うような旋律が特徴で、ピラニア弾でじわじわと攻めてくる本ボスに相応しいBGMとなっている。
ゲームボーイ版『サーガイア』では、ステージ3のストロングシェル戦でかかる。『ダライアスバースト』ではピラニア繋がりで、後述するハングリーグラトンズがミッションモードでオリジンシルバーホークと戦う場合には、この曲になる。

## ハングリーグラトンズ（HUNGRY GLUTTONS）
PSPソフトの『ダライアスバースト』では、最終面のHゾーンにハングリーグラトンズが登場する。色は薄緑とメタリックシルバー。デザインはかこいかずひこ。
無数の子ピラニアを従え、その他にもホーミングミサイル、追尾式の水色ホーミングレーザー、紫色のサーチレーザー、また紫色のレーザーをワインダーのように照射しつつ緑色のホーミングレーザーを放つといった攻撃を行ってくる。
高速で飛行し分裂するピラニア弾、周囲を旋回しながら弾丸を撃つ子ピラニアや、ウェーブを無効化する電磁装甲を持った子ピラニアを口から吐き出し、絶えず周囲をガードさせることで耐久力を補っている。また、画面奥へ移動して、小ピラニアの群れに突撃させることもある。
子ピラニアに編隊を組ませて同時攻撃をさせることもあるが、その編隊は『スペースインベーダー』のそれを彷彿とさせる動作となっている。
バーストビームを撃つときは斜め上下に体を動かして自機を狙ってくる。
『ダライアスバースト アナザークロニクル』ではこの戦艦の特徴である子ピラニアの数がPSP版よりも増加し、更に各々の耐久度も増加されるといった強化が施された。ただし、PSP版では存在した本体の口から発射される分裂ピラニア弾はオミットされている。
また、同型の亜種であるブルートグラトンズ(BRUTE GLUTTONS）、ヘビーグラトンズ（HEAVY GLUTTONS）も登場する。
ヘビーグラトンズは初期登場している子ピラニア全てが電磁装甲に覆われており、ウェーブを無効化する。また、子ピラニアが編隊攻撃する時に子ピラニアから発射される弾がミサイル弾からニードルレーザー弾に変化している。本体のカラーリングは赤色。
ブルートグラトンズは子ピラニアの数が通常の３倍にまで膨れ上がり、物量作戦に特化している。また、それらの艦載能力を活かすため、子ピラニアによる電磁装甲を張りつつ本体の周囲を回る攻撃が廃止され、必ず編隊攻撃が来るようになっている。編隊攻撃時に本体から発射される紫色のサーチレーザーは他の2種では追尾回数は一度のみだが、この戦艦のみ二段階に追尾してくる。カラーリングは紫色で顔周辺のデザインが他の2種とは若干異なっている。